# Catedral de la Anunciación (Stockton)
La Catedral de la Anunciación (en inglés: Cathedral of the Annunciation) es la catedral de la Diócesis de Stockton. Está localizada en Stockton, California. Es la sede del obispo de Stockton.